# Историја конопље
Историја употребе конопље у писаном облику траје скоро 5000 хиљада година. Конопља је једна од првих култивисаних биљака и сматра се да је употреба конопље стара колико и земљорадња. Основано се претпоставља да су је Словени и други Индоевропљани користили још у заједничкој прапостојбини. У почетку се највише гајила због влакана, а стари Кинези су од ње правили конопце, одећу и хартију. Најранија помињања њених психоактивних својстава можемо наћи у ведском спису Атхарва-Веда, индијском светом спису старом четири хиљаде година.

## Хронологија
Ово су неки од важнијих датума у историји конопље:
- 2740. п. н. е. Прва писмена забелешка употребе конопље као лека у Кини. Хербаријум кинеског цара Шен Нунга конопљу спомиње као биљку која може бити делотворна у лечењу маларије и констипације.
- 1200. п. н. е. Конопља се помиње у древном хинду спису Атхарва Веда као света трава, једна од пет светих биљки Индије. Коришћена је у сврху подстицања духа, ритуално као дар Шиви, и у сврху лечења - ублажавање температуре и главобоље и подстицање спавања и апетита.
- 600. п. н. е. Персијски филозоф и пророк Заратустра је написао Зенд-Авеста, свети спис са преко 10000 лековитих биљака, а конопља је на врху листе. Напитак од конопље, бханг, се назива “добрим опијатом”[2].
- 500. п. н. е. Конопља стиже у Европу са Скитима. Урна са лишћем и семеном конопље, откривена близу Берлина, потиче из тог времена.
- 430. п. н. е. Грчки историчар Херодот посматра и бележи обичаје уживања конопље код Скита и Трачана на Балкану. "Скити узму семе ове конопље, уђу под своје шаторе и бацају га на усијано камење, па се оно дими и ствара пару, којој није равно ниједно парно купатило у целој Грчкој. Од те паре, Скити су одушевљени од весеља."
- 1. век. Приликом бродолома, потонуо је брод у Средоземљу, који је превозио хашиш. Приликом подводних археолошких ископавања у Средоземном мору, пронађена је бала хашиша.
- 70. Диосцоридес помиње распрострањену употребу конопље за лечење у Риму.
- 170. Римски историчар Гален сведочи да се конопља понекад давала гостима ради уживања. Гален такође даје рецепте за посластице, где се користе семе и цветови конопље, и преноси да се они који једу ова јела осећају „топло и одушевљено“.
- 900 – 1000. Расправа за и против једења хашиша, распрострањеног у Арапском свету.
- 12. век. Пушење хашиша је свеприсутно на Средњем истоку.
- 1150. Муслимани су користили конопљу за покретање прве европске производње папира, гњечећи лишће конопље у кашу и правећи од ње пегамент.
- 1155 – 1221. Персијска легенда од дервишком (суфи) учитељу Шеику Хајдару, који је упознао дервише са хашишом.
- 13. век. Написан је најстарији спис о хашишу, “Захр ал-'арисх фи тахрим ал-хасхисх”, који је данас изгубљен.
- 13. век. У Шпанији је Ибн Ал-Бајтар писао о психоактивности конопље.
- 13. век. Арапски трговци су донели конопљу до Мозамбика у Африци.
- 1271 – 1295. Марко Поло даје опис коришћење хашиша од стране Старца са планине, Хасана Ибн Ал-Сабаха и његових хашишана. Поло их је описао као залуђене убице и од хашишан настаје енглеска реч асасин (убица).
- 14. век. Многи средњовековни медицински препарати садрже семе конопље, а неки су лекари препоручивали конопљу и против болова. Из XIV века датира запис из баптистичке болнице Св. Јована о набавци 36 галона (око 160 литара) конопљиног уља.
- 1378. Отоман Емир Шејкуни је прогласио забрану једења хашиша и наредио паљење свих поља конопље, хапшење и затварање људи који је користе. Емировим законом су сви корисници хашиша требало да буду кажњени вађењем зуба.
- 1430. Јованка Орлеанка је оптужена због коришћења вештичје траве (инквизицијин назив за конопљу), да би чула гласове.
- 1484. Папа Иноћентије VIII је године осудио вештице за употребу конопље на црној миси и уводи забрану продаје конопљиног семена.
- 1533. Употреба индустријске конопље представља велику важност поморске Британије, где се користила за прављење једра. Хенри VIII је издао декрет 1533. да се на сваких 60 ацрес обрадиве земље коју фармер поседује, четвртина засади конопљом. Казна за неизвршење је била 3 шилинга и 4 пенце.
- 1549. Робови из Анголе су понели семе конопље са њима, на плантаже шећера североисточног Бразила. Било им је допуштено да гаје своју конопљу међу редовима трске, и да је пуше између жетви.
- 1564. Краљ Филип од Шпаније наређује да се конопља узгаја широм његовог царства, од Аргентине до Орегона.
- 1597. Енглески лекар Џон Герард препоручује конопљу.
- 17. век. Употреба хашиша и опијума се шири међу становништвом окупираног Константинопоља и делова Византије.
- 1606-1632. Французи и Британци узгајају конопљу ради кудеље у њиховим колонијама у Порт Ројалу (1606), Вирџинији (1611), и Плимонту (1632).
- 1650. Конопља постаје главни предмет трговине између централне и јужне Азије, а уживање конопље се шири Средњим истоком.
- 1653. Енглески лекар Николас Кулпепер тврди да конопља лечи запаљења, отклања болове и помаже код тумора.
- 1798. Наполеон на свом походу по Египту открива да тамошња сиротиња ужива конопљу. Он проглашава тоталну забрану, али је његови војници доносе са собом назад у Француску.
- 1840. Лек на бази конопље је постао доступан у САД, а конопља се продавала и у персијским апотекама.
- 1842. Конопља је постала популаран лек у викторијанској Енглеској, а користио се при утрнућу мишића, менструалним проблемима, реуми, епилепсији...
- 1843. Француски песници, писци, сликари и уметници су основали Клуб љубитеља хашиша (“Le Club Hachicins”) у Паризу, којем су припадали Шарл Бодлер, Делакроа, Балзак, Флобер, Александар Дима, Готије и многи други.
- 1856. Британци опорезују трговину ганџом и чарасом у Индији.
- 1890. Сир Расел Рејнолдс, краљичин лекар, је преписао краљици Викторији конопљу против болова. Касније је написао: “Када је чиста, то је један од највреднијих лекова које поседујемо.” У то време је узгајана, купована и продавана слободно у продавницама у Америци.
- 1890. Хашиш постаје илегалан у Турској.
- 1890. Грчко министарство унутрашњих дела забрањује увоз, узгој и употребу конопоље.
- 1911. Јужна Африка је забранила конопљу, тврдећи да су рудари мање ефикасни када су под њеним утицајем.
- 1915 – 1927. Конопља се забрањује за употребу у немедицинске сврхе у неким државама САД: Калифорнија (1915), Тексас (1919), Лузијана (1924), и Њујорк (1927).
- 1928. Уживалачка употреба конопље се забрањује у Британији. Могла је да се препише само за медицинску употребу.
- 1930. Џез певач Луис Армстронг је ухапшен у Лос Анђелесу због поседовања конопље.
- 1930. Хенри Форд је направио аутомобил који је имао делове од конопље и ишао на конопљино гориво.
- 1936. Снимљен је пропагандсни филм америчке владе „Лудило траве“ (Reefer Madness), ради застрашивања становништва наводним последицама марихуане (силовања, убиства, лудило...).
- 1937. Донесен је "Marihuana Tax Act", чиме почиње стављање конопље ван закона у САД.
- 1943. Америчка влада подстиче фармере да узгајају, тада илегалну, конопљу, да би помогли ратне напоре. Снимљен је пропагандни филм “Конопља за победу” (Hemp for Victory). Конопља се ужива међу војском.
- 1951. И поред забране на светском нивоу, Уједињене нације процењују да око 200 милиона људи и даље ужива конопљу.
- 1952. Прва хапшења због конопље у Британији.
- 1961. Уједињене нације доносе конвенцију са намером да елиминишу употребу конопље у наредних 25 година. Убрзо након, почињу прве кампање за легализацију.
- 1967. У Лондонском Хајд Парку је више од 3.000 људи протестно пушило конопљу.
- 1967. Чланови Ролингстонса Кит Ричардс и Мик Џегер су ухапшени због поседовања канабиса.
- 1967. На Дан заљубљених Џими Хендрикс шаље поштом 3.000 џоината на насумично изабране адресе из телефонског именика Њујорка.
- 1975. Врховни суд САД је донео одлуку да је свако ко ужива конопљу у кући заштићен законима о “праву на приватност”. Поседовање у јавности је ограничено на једну унцу.
- 1976. Холандија је декриминализовала канабис.
- 1980. Певач Пол Макартни је провео 10 дана у Јапанском затвору због поседовања.
- 1983. Преко 20.000 људи у Великој Британији је суђено због поседовања. Овај број рапидно расте и у 1991. достиже 42.200.
- 1993. Фармацеутска компанија "Hempcore" прва добија лиценцу за узгој у медицинске сврхе у Британији.
- 1994. Немачка је следила пример Холандије и декриминализовала мале количине.